# Маэ, Кристоф
Кристо́ф Маэ́ (фр. Christophe Maé; род. 16 октября 1975) — французский автор-исполнитель, певец, поэт и композитор.

## Биография
С раннего возраста Кристоф начал учиться играть на гитаре, скрипке и ударных. Позже, влюбившись в Боба Марли и Стиви Уандера, он начал играть на гармонике.
В 18 лет он начал выступать в пабах и на праздниках, исполняя соул, блюз и регги. Выступал на разогреве у Шер. В 2005 году Дав Аттия предложил ему принять участие в кастинге мюзикла «Король-Солнце». Маэ был взят на роль брата короля (которого играл Эмманюэль Муар). Успех постановки свел его с Зази, с которой он начал работать над будущим сольным альбомом, но триумфальное турне «Короля-Солнца» (которое принесло ему премию NRJ Music Awards, как «Открытию 2006 года») несколько помешало воплощению сольных проектов.

### Mon Paradis
Его первый сольный альбом Mon Paradis (Мой рай) вышел 19 марта 2007. Благодаря успеху выпущенных синглов On s’attache, Parce qu’on sait jamais, Ca fait mal и Belle demoiselle альбом получил статус бриллиантового, продано более 1 600 000 копий.
В этом же году стартовало первое сольное турне. Начавшись в малых французских залах, тур стал очень успешным и в 2008 Кристоф пел уже в Зените. Также в 2008 его впервые приглашают на концерты Анфуарэ́.

### On trace la route
Сам диск вышел 22 марта 2010 года, а до этого был выпущен сингл Dingue Dingue Dingue 27 ноября 2009. Затем были выпущены синглы J’ai laissé в феврале, Je me lâche в мае и Pourquoi c’est beau в сентябре. Новый тур начался в июне 2010 и включал в себя пять концертов в парижском Зените и два в Берси. Турне продолжится и в 2011 году концертами в Швейцарии и Германии.
8 ноября 2010 года вышло новое издание альбома On trace la route, содержащее бонусные песни.

## Дискография

### Альбомы
| Год  | Альбом                      | Чарты   | Чарты   | Чарты     | Чарты  | Сертификация           |
| Год  | Альбом                      | Франция | Бельгия | Швейцария | Греция | Сертификация           |
| ---- | --------------------------- | ------- | ------- | --------- | ------ | ---------------------- |
| 2007 | Mon paradis                 | 1       | 1       | 18        | 44     | Франция: Бриллиантовый |
| 2008 | Comme à la maison           | 1       | 1       | 13        | —      | Франция: Платиновый    |
| 2010 | On trace la route           | 1       | 1       | 3         | 21     | Франция: Бриллиантовый |
| 2011 | On trace la route — Le live | 1       | 1       | —         | —      | Франция: 2×Платиновый  |
| 2013 | Je veux du bonheur          | 1       | 1       | 4         | —      | Франция: 2×Платиновый  |
| 2016 | L’Attrape-Rêves             | 1       | 1       | 2         | —      | —                      |

### Синглы
| Год  | Сингл                   | Чарты   | Чарты   | Чарты     | Альбом                      |
| Год  | Сингл                   | Франция | Бельгия | Швейцария | Альбом                      |
| ---- | ----------------------- | ------- | ------- | --------- | --------------------------- |
| 2007 | On s’attache            | 1       | 4       | 27        | Mon Paradis                 |
| 2007 | Parce qu’on sait jamais | 6       | 10      | 52        | Mon Paradis                 |
| 2007 | Ça fait mal             | 3       | 16      | 85        | Mon Paradis                 |
| 2008 | Belle demoiselle        | 13      | 10      | 74        | Mon Paradis                 |
| 2008 | C’est ma Terre          | 11      | 18      | 91        | Comme à la maison           |
| 2008 | Mon p’tit gars          | 2       | 33      | —         | Comme à la maison           |
| 2009 | Dingue, dingue, dingue  | 1       | 4       | 30        | On trace la Route           |
| 2010 | J’ai laissé             | 2       | 16      | —         | On trace la Route           |
| 2010 | Je me lâche             | 14      | 12      | 47        | On trace la Route           |
| 2010 | Pourquoi c’est beau     | 33      | 21      | —         | On trace la Route           |
| 2011 | La rumeur               | 53      | —       | —         | On trace la Route           |
| 2011 | Un Peu de Blues         | 29      | 24      | —         | On trace la route — Le live |
| 2013 | Tomber Sous Le Charme   | 11      | 7       | 38        | Je veux du bonheur          |
| 2013 | Je veux du bonheur      | 90      | —       | —         | Je veux du bonheur          |
| 2013 | La poupée               | 40      | 49      | —         | Je veux du bonheur          |
| 2014 | Ma douleur, ma peine    | 144     | —       | —         | Je veux du bonheur          |
| 2014 | Charly                  | —       | 2       | —         | Je veux du bonheur          |
| 2016 | Il est où le Bonheur    | 4       | 14      | 70        | L’Attrape-Rêves             |
| 2016 | La Parisienne           | —       | —       | —         | L’Attrape-Rêves             |

## Награды
- NRJ Music Awards
  - 2007 : Французское Открытие Года
  - 2008 : Лучший французский артист
  - 2008 : Лучшая французская песня года «On s’attache»
  - 2009 : Лучший французский артист
  - 2009 : Лучшая французская песня года «Belle demoiselle»
  - 2013 : Специальная премия NRJ Award of Honor
- Victoires de la musique
  - 2008 : Приз зрительских симпатий в категории «Открытие года»
- World Music Awards
  - 2008 : Лучший французский артист
- Другие
  - 2011 : Кавалер ордена искусства и литературы[8]